# ژیلبر پلانته
ژیلبر پلانته (فرانسوی: Gilbert Planté‎؛ زادهٔ ۱۵ مارس ۱۹۴۱ - درگذشته ۲۰ اکتبر ۲۰۱۰) بازیکن فوتبال اهل فرانسه بود.
وی همچنین در تیم ملی فوتبال فرانسه بازی کرده‌است.